# 도심공항타워
도심공항타워(영어: City Airport Tower)는 대한민국 서울특별시 강남구 삼성동에 위치한 건물이다. 도심공항타워를 짓고 확장한적 있다. 높이 114m, 지상 26층, 지하 6층이다. 1996년에 착공하여 2002년에 완공하였다. 2000년대에 완공된 높이 100m 이상의 오피스 빌딩이다.

## 역사
1996년에 착공하여 2001년 5월에 공학타워가 건립되었다 같은 해에 완공되었다. 2002년 3월 13일에 사용이 승인되었다. 완공 당시 2000년대에 100m 이상의 오피스 빌딩이 완공되었다. 2002년에 완공되었다고 하는데 그 당시 사용이 승인된거다. 2016년 8월 신규 엘리베이터 바꾸고 공사가 완료되었다.

## 높이
높이는 114m이다. 2000년대에 완공된 높은 오피스 빌딩의 높이가 100m 이상인 건물이다. 1988년에 완공된 트레이드 타워(55층, 228m)보다 낮다. 트레이드 타워(55층, 228m), 그랜드 인터컨티넨탈 서울(34층, 111m), 인터컨티넨탈 서울 코엑스(30층, 112m), 아셈타워(41층, 176m)가 완공되고 도심공항타워(26층, 114m)가 완공되었다.

## 특징

### 구조
도심공항타워, CITY AIR TOWER라는 간판이 있다. KB 간판이 있다. 철근콘크리트가 있다. 구조는 철골, 철근콘크리트조다. 냉난방은 냉난방이다. 엘리베이터 대수는 총 7대(승용 6대, 비상화물용 1대)다. 주차대수는 총 153대(자주식 153대)다. 엘리베이터 공사는 2016년 8월에 완료되었다. 주차장 요금은 일시 주차권은 15분당 1,500원이고 월 정기주차권은 28만원(입주사에 한함)이다.

## 내부 시설
도심공항타워의 내부 시설이다.
| 층수                | 시설       |
| ------------------- | ---------- |
| 2층 ~ 26층          | 업무시설   |
| 1층                 | 로비       |
| 지하 6층 ~ 지하 1층 | 지하주차장 |

## 같이 보기
- 서울 강남구의 마천루 목록